# Henning Berger
Johan Henning Berger, född den 22 april 1872 i Stockholm, död den 30 mars 1924 i Köpenhamn, var en svensk författare.
Berger är mest känd för sina emigrationskritiska storstadsskildringar av "dollarlandet USA" där emigranter utnyttjas som billig arbetskraft, men han skrev även detektiv- och spökhistorier. Han var även en av de första svenska författarna som skrev direkt för film genom sitt manus till filmen Emigrant, 1910.

## Biografi

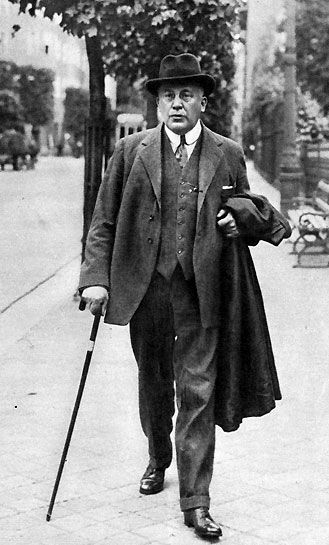
Henning Berger

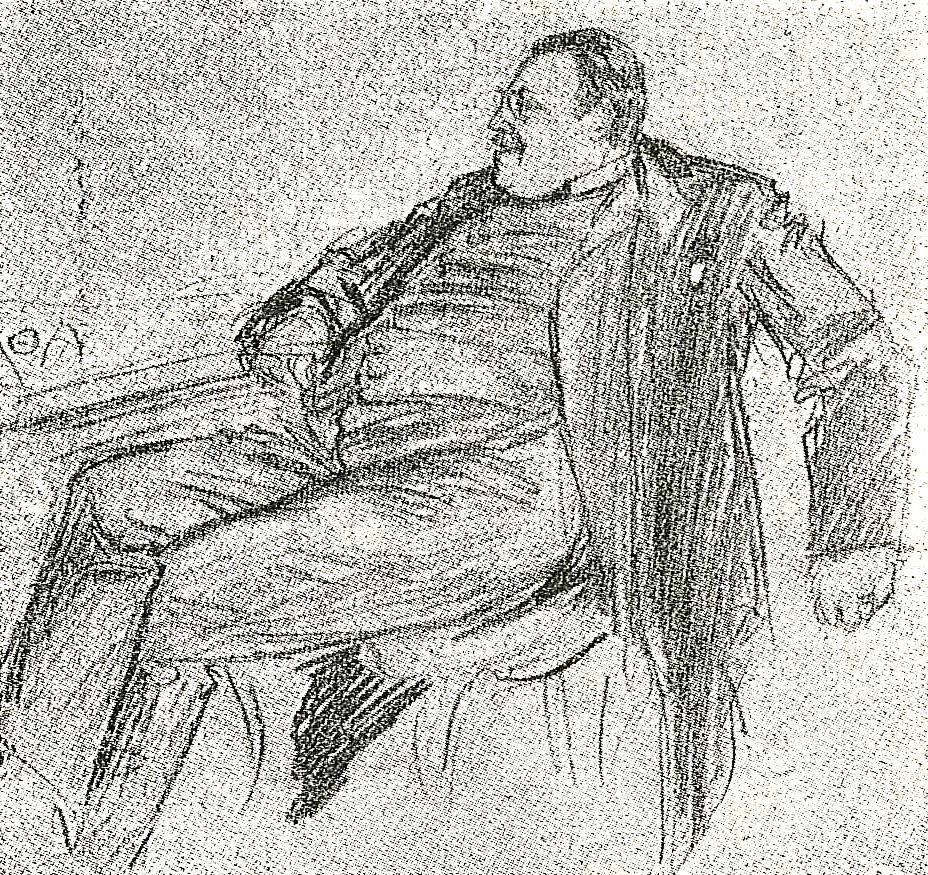
Henning Berger fångad av skämttecknaren O.A..

Fadern Lars Johan Berger var betjänt åt greve Henning Hamilton, modern hette Sofia, född Sjöberg. Berger var gift 1:o med Anna Elisabet, född Lindquist, 2:o med Karin, född Vedel och 3:o med Viveke, född Elsass.
Efter en misslyckad skolgång åkte han 17 år gammal till USA för att söka lyckan. Efter bara sex månader i New York återvände Berger till Stockholm och arbetade som kontorist. År 1892 åkte han på nytt till USA, denna gång till Chicago, för att arbeta som bokhållare på White Star Line. Han skrev noveller om livet i Amerika och fick en publicerad i Sverige. År 1899 återvände Berger till Stockholm och blev 1900 redaktionssekreterare på tidskriften Varia. År 1901 debuterade han med novellsamlingen Där ute. Boken, som fick goda recensioner av Hjalmar Söderberg i Svenska Dagbladet, skildrade människor i amerikansk storstadsmiljö.
Efter att ha gett ut ett par böcker började han resa runt i Europa. I Paris stannade han en längre tid för att skriva dramat Syndafloden. Pjäsen mottogs väl, och sattes upp på Kungliga Dramatiska Teatern i Stockholm. I Stockholm bodde Berger på hotell Anglais, och på sitt hotellrum råkade han natten mellan 2 och 3 oktober 1908 vådaskjuta sin författarkollega Hans Magnus Nordlindh till döds, endast två veckor efter premiären. Händelsen vållade enorm uppståndelse, och skvallerpressen antydde att Berger velat sätta en konkurrent ur spel.
Berger dömdes till en månads fängelse för vållande till annans död. Efter avtjänat straff flyttade han till Köpenhamn. Det antyddes att han flydde landet, men orsaken var att Berger gift sig med Karen Vedel. Hon var danska, dotter till Notarius publicus i Köpenhamn Johan Peter Bernt Wedel. Henning Berger levde och verkade i Köpenhamn fram till sin död 1924.

### Samlade upplagor och urval
- Skrifter i urval. 1-10. Stockholm: Bonniers. 1922-1924. Libris 786029
  -  1, Drömlandet : en trilogi. 1, Hägringen. 1922. Libris 54657
  -  2, Drömlandet : en trilogi. 2, Bendel & Co. 1922. Libris 54658
  -  3, Drömlandet : en trilogi. 3, Fata Morgana. 1922. Libris 54659
  -  4, Ysaïl : en berättelse från Chicago. 1923. Libris 1525018
  -  5, Där ute : skisser. 1923. Libris 1525020
  -  6, Livets blommor. 1923. Libris 1525023
  -  7, Ur en ensams dagbok. 1923. Libris 1304036
  -  8, Ur larmet. 1923. Libris 1796194
  -  9, John Claudius' äventyr : en rapsodi. 1923. Libris 31393
  -  10, Valda noveller. 1924. Libris 1525024

## En litterär skylt
Det finns ett 70-tal litterära skyltar på olika platser i Stockholm. En av dem har ett citat från "Fata Morgana"och är 1993 uppsatt i hörnet av Strandvägen och Grevgatan.